# Обвійник грецький
Обві́йник гре́цький (Periploca graeca) — багаторічна рослина родини барвінкових. Назва Periploca походить від грецького слова peri — «навколо» та ploke — «плести, ткати».

## Опис

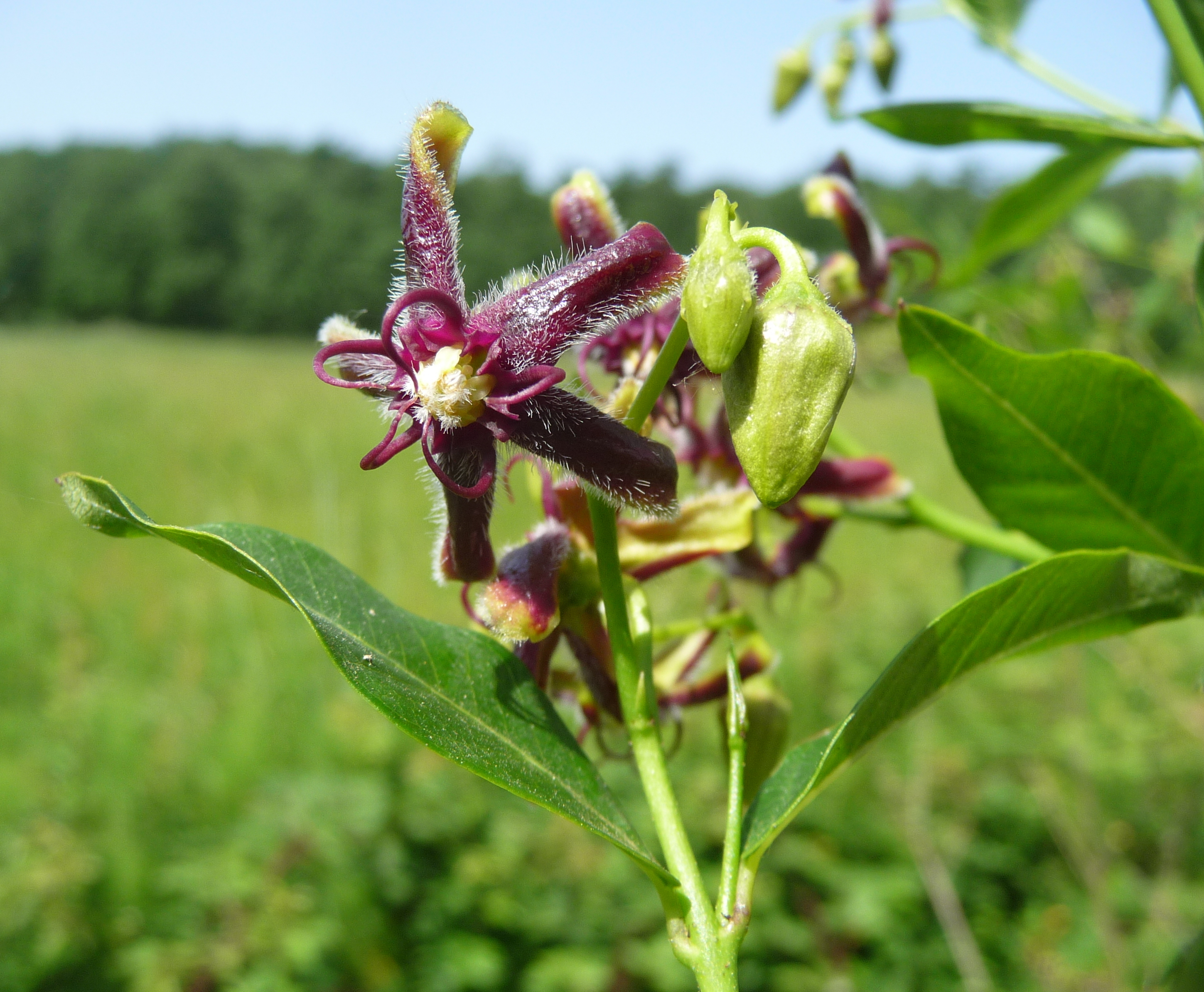
Квітка Periploca graeca

Листопадна в'юнка рослина із задерев'янілим стовбуром до 9 м завдовжки, кора червонувата. Усі частини рослини виділяють молочний отруйний сік. Темно-зелені супротивні овальні чи ланцетні листки 2,5—5 см; жовтіють на осінь. Квіти до 2,5 см з 5-ма опушеними пелюстками ростуть групами по 8—10 у щиткоподібному суцвітті на довгому пагоні ціле літо. Пелюстки двоколірні — зелені ззовні та шоколадні всередині. Плід — подвійний стручок до 12,5 см довжини, отруйний. 

## Фармацевтичні властивості
Лікувальною сировиною вважається кора рослини.
В корі обвійника грецького містяться глікозиди периплоцин, периплоцимарин. Застосовується периплоцимарин при порушенні серцевої діяльності.

## Поширення та середовище існування
Росте у лісах, заростях та берегах річок у південній Європі та Азії. Натуралізований у США. В Україні зустрічається в невеликих кількостях і тільки в низовинах Дунаю (в околицях Вилкова). 